# Aichet (Gemeinde Taiskirchen)
Aichet (im lokalen Dialekt: Oachad) ist eine Ortschaft im oberösterreichischen Innviertel und Teil der Gemeinde Taiskirchen im Innkreis im Bezirk Ried im Innkreis.

## Gliederung
Die Ortschaft ist auf folgende Siedlungen aufgeteilt:
- Aichet (Rotte)
- Großwimm (Weiler)

## Geschichte
Die erste urkundliche Erwähnung als Aiche findet sich in den Passauer Urbaren des 13. Jahrhunderts.